# Arenborg
De Arenborg is een 17e-eeuws landhuis en hoeve in ’t Ven, een wijk van de Nederlandse stad Venlo. Sinds 1971 staat de Arenborg geregistreerd als rijksmonument.

## Geschiedenis
Mogelijk was er in 1561 al een huis, maar de huidige Arenborg dateert uit begin 17e eeuw. Als waarschijnlijke bouwheer geldt Johannes Baptista van Arenbergh, die voor de Spaanse koning werkzaam was als controleur der licenten. Het huis zal dan ook naar Arenbergh zijn vernoemd. 
Arnold Bloemarts, schepen en burgemeester van Venlo, kreeg de Arenborg in de tweede helft van de 17e eeuw in bezit. Hij gaf het huis in 1708 als huwelijkscadeau aan zijn dochter Maria Agnes toen zij trouwde met Johan Frans de Bruyne d’Abserbergh. Het echtpaar liet de Arenborg na aan hun dochter Isabella Maria Francesca. 
Isabelle huwde twee keer en liet Arenborg na aan haar dochter Hendrica Barbara Isabella Swerts. Die trouwde met de jurist Hermanus Gerardus van Wessem. Jeannette Hubertine Richardt, een nicht van het echtpaar en eigenares van Lovendaal, zou Arenborg uiteindelijk erven. Nadat haar zoon Hyppolite Collaes in 1911 was overleden zonder erfgenamen, werd het landhuis publiekelijk geveild. 
In 1913 werd een deel van de oostvleugel verbouwd tot woning. Na de Tweede Wereldoorlog zijn ook de overige gebouwen omgevormd tot woningen.

## Beschrijving
Van een eventueel huis uit 1561 zijn geen restanten bekend.
Het huidige landhuis is begin 17e eeuw gebouwd en is nadien enkele keren verbouwd. Het bebouwde gedeelte heeft een afmeting van ongeveer 75 bij 75 meter, maar het gehele perceel was oorspronkelijk 75 bij 250 meter groot en was omgeven door een gracht.
De witgekleurde zuidvleugel is het oudste nog bestaande deel van de Arenborg. Deze begin 17e eeuw gebouwde langgerekte vleugel telt één bouwlaag onder een zadeldak. In het midden is een poorttoren aanwezig die oorspronkelijk één verdieping telde; in 1904 is de toren voorzien van een extra verdieping en is ook de kap met open spits gebouwd.
Aan de voorzijde bevinden zich een oost- en westvleugel, waardoor Arenborg een U-vormig complex is rond een voorplein. Oorspronkelijk waren deze vleugels de bijgebouwen. De huidige westvleugel dateert uit 1835 en zal een vervanging zijn van een ouder gebouw. De oostvleugel bestaat uit verschillende bouwdelen: het oudste stuk zal vermoedelijk uit de 17e eeuw stammen, de rest zal rond 1835 zijn gerealiseerd, tegelijk met de vernieuwde westvleugel.
Het voorplein is te bereiken via een 18e-eeuws hek tussen stenen pijlers die bekroond worden met bollen. De oprijlaan loopt onder de poorttoren verder naar het zuiden, waar zich de tuinen bevinden. Deze tuinen zijn anno 2024 grotendeels bebouwd met kassen.
Het landhuis is opgesplitst in losse wooneenheden.

## Afbeeldingen

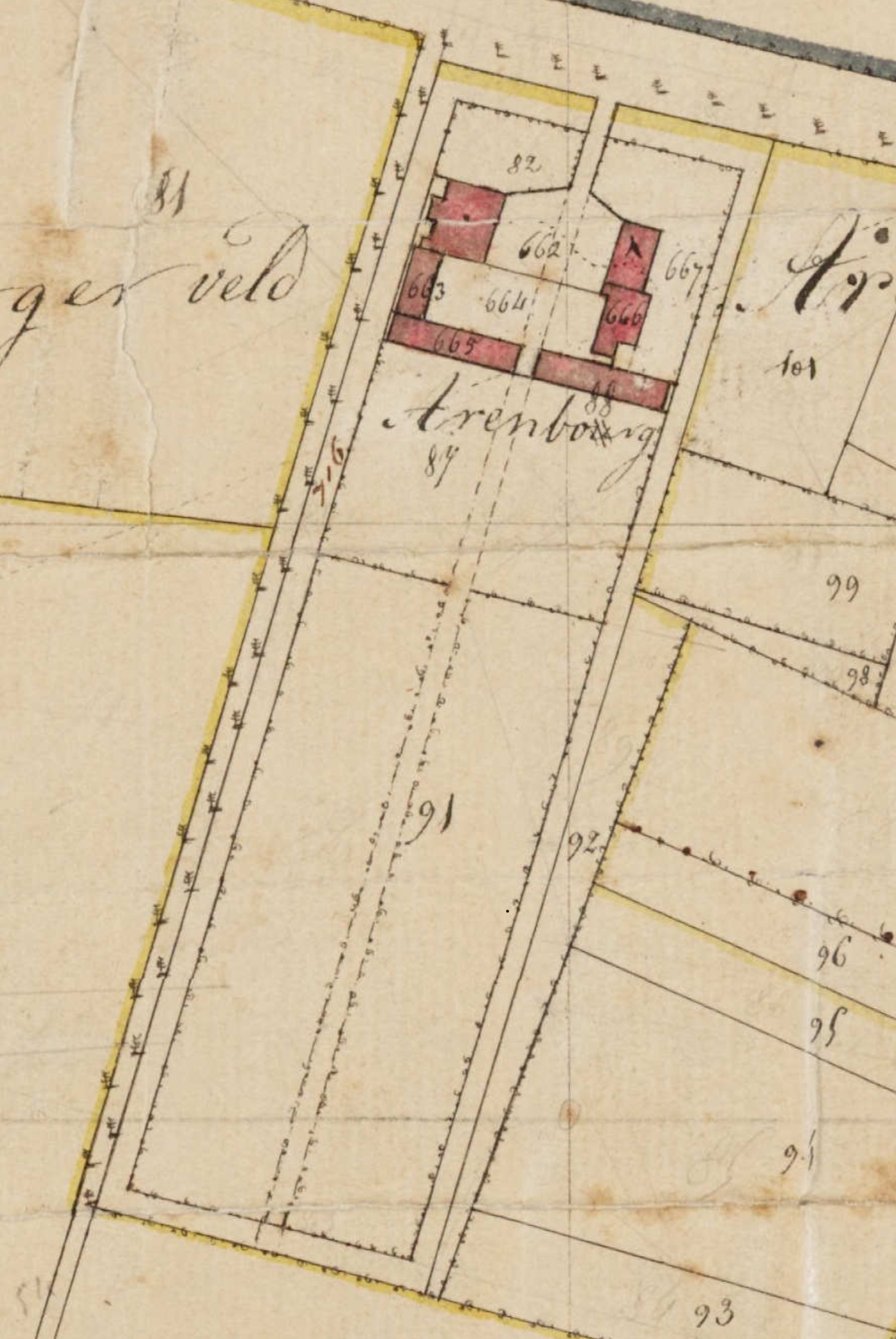
Kadastrale minuut van 1843, met de Arenborg
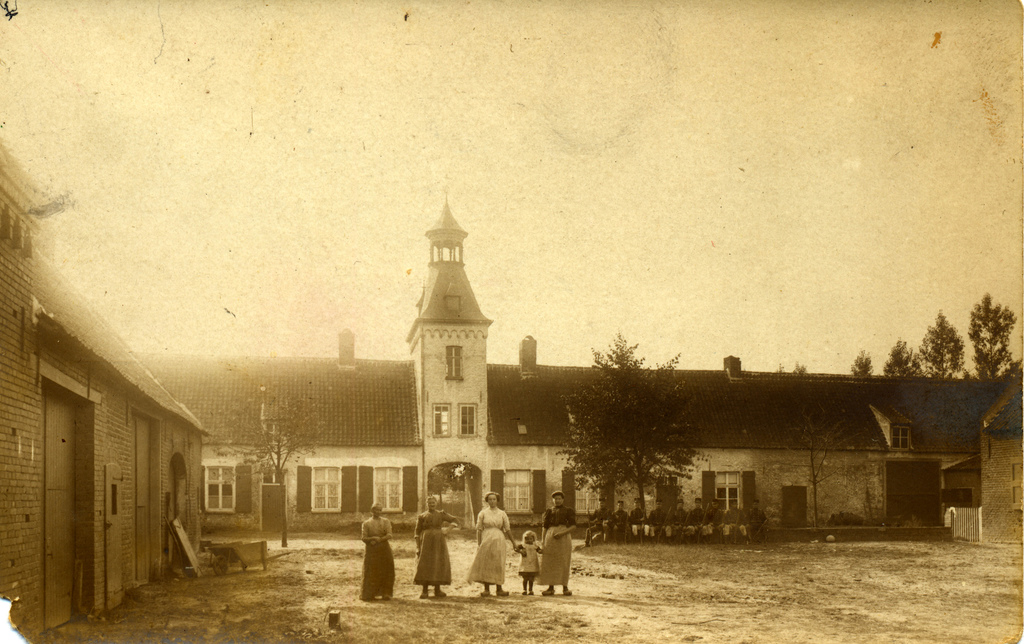
Arenborg in 1910
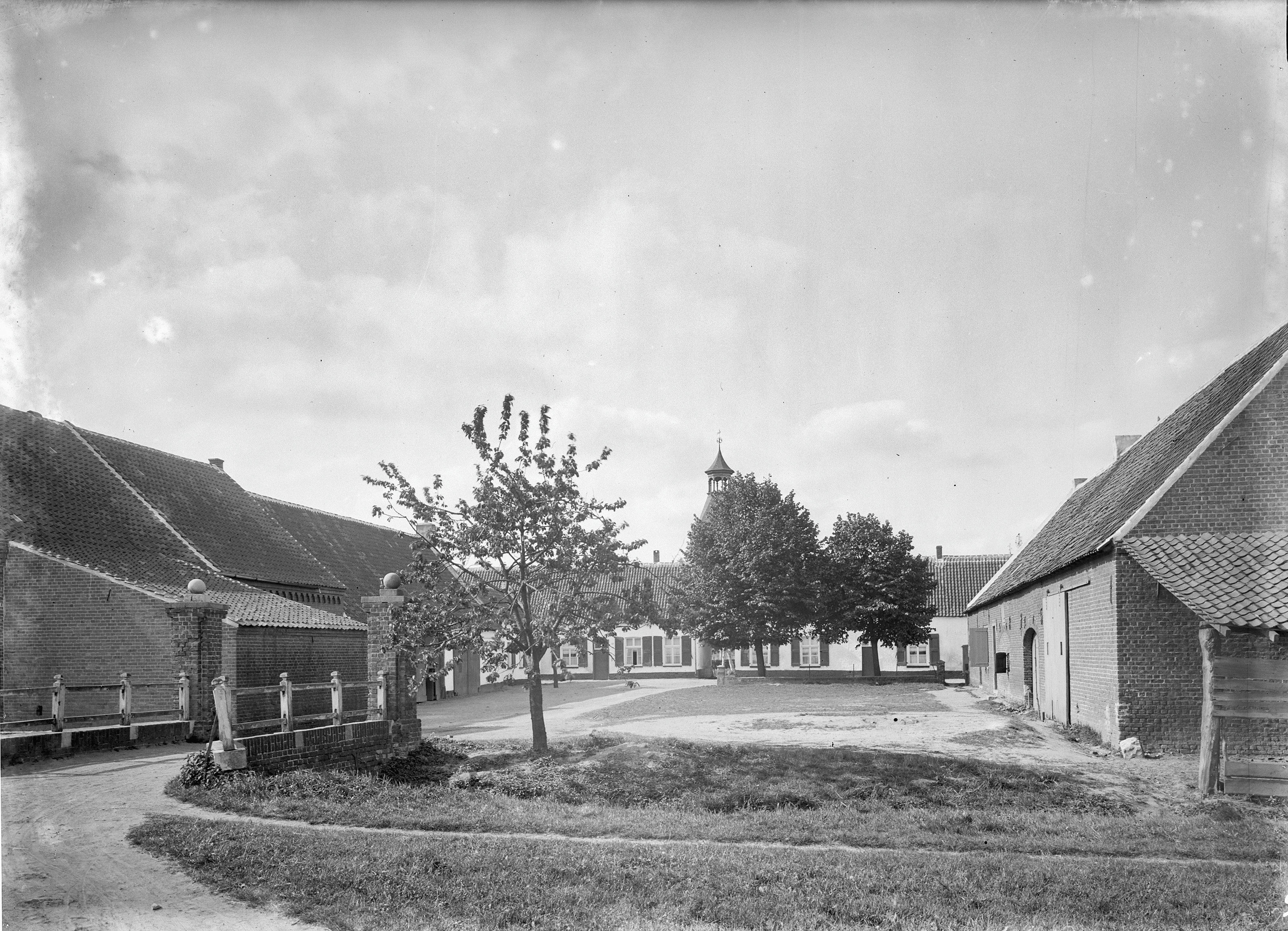
Arenborg in 1927